# Дюпоншель, Филожен Огюст Жозеф
Филожен Огюст Жозеф Дюпоншель (1774—1846) — французский солдат и энтомолог.

## Биография
В возрасте шестнадцати лет вступил в ряды французской армии и участвовал в кампаниях 1795 и 1796 годов. Выйдя в отставку работал администратором в Париже. Снова был вынужден выйти в отставку из-за своих пронаполеоновских взглядов в 1816, в возрасте 42 лет. Посвятил себя изучению насекомых.
В своих трудах описал более 4 000 видов чешуекрылых. Был одним из основателей Энтомологического общества Франции и его первым казначеем. Близко дружил с Пьером Франсуа Эме Огюстом Дежаном, Огюста Анри Дюмериля.
Скончался в Париже. Похоронен на кладбище Монпарнас.

### Семья
Состоял в браке, стал отцом двух сыновей. Сын Шарль-Эдмон (род. 7 апреля 1804) изучал архитектуру и был бухгалтером первого класса в военном министерстве, а его сын Аугуст — главным медицинским офицером в Политехнической школе.